# Carlos Dolez
Carlos Dolez, né le 17 septembre 1923 à Bachant (Nord) et mort le 13 mai 1977 à Lille, est un homme politique français et avocat.

## Biographie
Il est le fils d’un cadre des chemins de fer. Après le lycée, il poursuit des études de droit. Comme alors beaucoup d’étudiants en droit, il obtient également une licence de lettres. Il a vingt ans en 1943 quand il est inscrit comme avocat au barreau de Douai. Il est alors l’un des plus jeunes avocats de France. En 1951, il soutient à l’université de Lille une thèse en droit privé intitulée Les promesses de mariage. En 1952, il se marie et a deux enfants, Marc et Béatrice.
Il fréquente les milieux démocrates-chrétiens et milite très tôt tout d’abord au sein d’un mouvement de jeunesse dans lequel il occupe des responsabilités. La figure de Marc Sangnier le marque durablement, prénommant même son fils, Marc (né en 1952), par admiration pour le fondateur du Sillon. L’avocat douaisien est un Européen convaincu. À la suite d’un débat local sur la Communauté européenne de défense et prenant acte de l’échec du projet, il participe en 1954 à la création de la maison de l’Europe de Douai avec Dominique Magnant. Ce dernier est un proche de Marc Sangnier et a occupé les fonctions de président des auberges françaises de la jeunesse de 1940 à 1942. Grand résistant, Dominique Magnant est convaincu que le rapprochement entre les peuples européens assurera la paix. Avec Carlos Dolez et avec l’aide d’un certain nombre de personnalités politiques du Douaisis, il fonde l’une des premières maisons de l’Europe avec pour ambition de favoriser l’union des Etats européens et de proposer la formation d’une conscience européenne. En 1958 Carlos Dolez en devient le vice-président.
Cet environnement est propice à son adhésion au MRP. Aux élections législatives de novembre 1958, il se présente sous l’étiquette RPCD (républicains populaires et centre démocratique) dans la 14e circonscription du Nord qui comprend les cantons de Douai-Nord, Douai-Ouest et d’Orchies. Il doit affronter Henri Martel, maire de Waziers, qui avait mené depuis 1945 la liste communiste. Carlos Dolez est le candidat du MRP mais les circonstances particulières des élections législatives de 1958 amènent son parti à constituer une union avec l’UNR, le Centre national des indépendants et paysans et la démocratie chrétienne de France présidée par Georges Bidault. Cette union soutient le général de Gaulle et fait campagne pour le oui au référendum sur la Constitution de la Ve République ; mais elle affiche surtout sa vocation à faire barrage aux communistes. Carlos Dolez comme Maurice Schumann appartient ainsi à ces trente députés MRP élus en 1958 qui n’auront pas eu à affronter un candidat UNR. Avec son suppléant Jules Emaille, maire de Saméon, il obtient au premier tour, le 23 novembre, 16 299 voix soit 29,9 %, derrière le candidat communiste et député sortant Henri Martel, 18 656 voix, mais juste devant le candidat socialiste, 15 293 voix. Malgré le maintien du candidat socialiste au second tour, qui n’obtient plus que 13 427 voix, Carlos Dolez est élu, le 30 novembre, avec 22 228 voix soit 39,9 % contre le député communiste sortant qui n’obtient que 20 066 voix, soit 36 %.
À l’Assemblée nationale, il est nommé à la commission de la production et des échanges dont il demeure membre jusqu’en 1961 avant d’intégrer la commission des finances, de l’économie générale et du plan. Il participe dans ce cadre aux débats parlementaires sur la politique agricole notamment en 1960, lors de l’examen du premier projet de loi d’orientation agricole. Après la nomination d’Edgard Pisani au ministère de l’Agriculture en 1961, quatre projets de loi distincts sont déposés, dont celui relatif aux groupements agricoles d’exploitation en commun. Carlos Dolez est nommé rapporteur du projet de loi adopté par l’Assemblée en 1962. En juillet 1962, le ministre Edgard Pisani dépose le projet de loi complémentaire à la loi d’orientation agricole. Le projet examiné en urgence, à la fin de la session ordinaire, a pour objet de compléter la première loi d’orientation et provoque de nombreuses tensions notamment dans le monde agricole. Carlos Dolez est nommé président de la commission spéciale chargée d’examiner ce projet. Lors du vote en deuxième lecture, tandis que la majorité du groupe MRP vote contre, Carlos Dolez préfère s’abstenir.
Il dépose en outre deux propositions de loi, l’une sur le « régime légal de séparation de biens avec participation aux acquêts à la dissolution du mariage » et, l’autre, sur la réintégration dans l’entreprise des représentants du personnel licenciés sans le respect des formalités légales. Cette proposition de loi, de même que son intervention en séance publique sur le projet de loi sur la promotion sociale, traduisent les engagements politiques du député de Douai en faveur de la défense des valeurs humanistes et réformistes.
Il vote, le 4 octobre 1962, la motion de censure du gouvernement de Georges Pompidou dont l’adoption conduit le général de Gaulle à dissoudre de l’Assemblée nationale. Carlos Dolez, pressentant qu’il ne sera pas réélu, a conscience que ce sera l’arrêt de sa carrière de parlementaire. Même s’il a soutenu le général de Gaulle en 1958, il n’est pas pour autant gaulliste. Farouchement opposé au referendum sur l’élection du président de la République au suffrage universel, il entend exprimer son attachement à une certaine idée du parlementarisme. Il se représente néanmoins aux élections législatives le 18 novembre 1962. Ayant pour suppléant Edmond Sale, maire d’Orchies, il affronte de nouveau le candidat communiste Henri Martel, devenu maire de Sin-le-Noble en mars 1959, et ayant pour suppléant Roger Miquet, maire de Waziers, et le candidat socialiste André Canivez. Il arrive en deuxième position au premier tour avec 19 076 voix, soit 36,8 % des voix. Le candidat communiste et le candidat socialiste obtiennent respectivement 20 633 voix, 39,8 %, et 12 108, 23,3 % des voix. Cette fois le désistement du candidat de la SFIO André Canivez et le report majoritaire des voix socialistes sur le candidat Henri Martel, qui réunit 29 277 voix, entraînent de manière tout à fait prévisible la défaite de Carlos Dolez, battu avec 25 506 voix, soit 46,5 % des suffrages exprimés.
Carlos Dolez s’éloigne alors peu à peu de la politique. Il conserve son siège de conseiller municipal de Douai qu’il occupe de 1958 à 1971 mais se consacre désormais surtout à son métier d’avocat et devient bâtonnier de l’Ordre en 1969. Il prend ses distances avec le MRP dont les évolutions ne lui conviennent pas. Il est particulièrement meurtri par la dissolution de son parti. Il soutient la candidature de Jean Lecanuet à l’élection présidentielle de décembre 1965. En 1969, il ne se retrouve guère dans le ralliement à la candidature de Georges Pompidou à l’élection présidentielle, dont le programme d’ouverture séduit pourtant une partie des centristes, et soutient Alain Poher. À l’élection présidentielle de 1974 consécutive au décès de Georges Pompidou, alors que les centristes du CDP appellent à voter Jacques Chaban-Delmas, le soutien du Centre démocrate présidé par Jean Lecanuet à la candidature de Valéry Giscard d’Estaing ne le satisfait pas non plus.
Il meurt d’une hémorragie cérébrale, le 13 mai 1977, à Douai à l’âge de 54 ans.
Son fils aîné Marc est élu député socialiste du Nord en juin 1988, à Douai et dans le Douaisis. Celui-ci est élu de nouveau en 1997, 2002, 2007 et 2012 sous l’étiquette socialiste. Il fonde le Parti de gauche avec Jean-Luc Mélenchon en 2008. En 2012 il est candidat Front de gauche aux élections législatives, il est encore réélu et quitte la même année le Parti de gauche. Il recevra la légion d'honneur le 14 juillet 2021 sur la place d'Armes à Douai.